# Peritede
Peritede (in greco antico: Περιθοῖδαι?, Perithóidai) era un demo dell'Attica, probabilmente collocato a ovest di Atene, nella valle del Cefiso, lungo la via Sacra, presso l'attuale Egaleo.

## Descrizione
Il demo prende nome da un antico ghénos, o famiglia, che affermava di discendere da Peritoo, re dei Lapiti e amico di Teseo; a Periteide pertanto si venerava Peritoo come eroe eponimo. La stessa famiglia faceva parte del clan dei Coronidi, che si vantava di discendere da un figlio naturale di Trittolemo.